# Соціальна філософія
Соціáльна філосóфія — розділ філософії, покликаний відповісти на питання про те, що є суспільство і яке місце займає в ньому людина.
Соціальна філософія в цьому розумінні зближується з теоретичною соціологією. Відмінність полягає перш за все в тому, що соціологія займається аналізом суспільства і виявленням закономірностей в його існуванні тоді як філософія виконує критичну функцію. Соціальна проблематика у філософії сходить до античної традиції і перш за все до текстів Платона («Держава») і Арістотеля («Політика»).

## Предмет соціальної філософії
Соціальна філософія розглядає соціальні інститути як певну сукупність закладів та установ, що відповідає соціальній структурі суспільства; сукупність соціальних умов та культурних зразків, які визначають стійкі форми соціальної поведінки та діяльності; систему поведінки згідно з цими нормами. В економічній сфері суспільної діяльності є такі інститути, як розподіл праці, власність, заробітна плата та ін.; в політичній — держава, армія, партія і т. ін.; в духовній — мораль, право, мистецтво, наука, релігія тощо. Соціальна філософія розглядає й такі інститути, як сім'я, виховання, культура. Функції цих інститутів досить своєрідні: вони заохочують діяльність осіб, що входять до них, і приймають як свої їхні домінантні норми. Інститути регулюють поведінку та діяльність, що суперечать цим нормам, контролюють та упорядковують їх згідно із своїми принципами.
Розгалужена система інституціональності притаманна лише людству. Інституціональність діяльності — характерна риса соціальності людського життя. Вивчення його з цього боку — надзвичайно складне й актуальне завдання. Розгляд діяльності з боку інституціональності людського спілкування дає змогу говорити про суспільство як систему різноманітних та розгалужених стосунків між людьми — систему суспільних відносин. Вони виникають між людьми в процесі їхньої діяльності та спілкування, становлять суспільну форму діяльного спілкування, закріплюються (й охороняються) певними соціальними інститутами, постають як своєрідні магістралі (нормативні системи), згідно з якими здійснюються діяльність і стосунки людей між собою. Суспільство — це система суспільних відносин людей у різноманітних підрозділах життєдіяльності.

## Основні концепції
Серед найвпливовіших філософських і соціологічних концепцій суспільства можна відзначити марксизм (Маркс, Енґельс) і неомарксизм (Георг Лукач), ліберальну теорію (фон Мізес, Гаєк), теорію масового суспільства (Ортега-і-Гассет), теорію менеджеріального суспільства (Бернхем), теорію тоталітарного суспільства (Юнґер, Арендт, Мангайм), теорію розвинутого індустріального суспільства франкфуртської школи (Горкгаймер і Адорно, Маркузе), теорію постіндустріального суспільства і інформаційного суспільства (Белл, Елвін Тофлер), теорію суспільства «пізнього модерну» (Ентоні Ґідденс) і теорію імперського глобалізму (Гардт і Негрі).

## Соціально-філософський аналіз
Соціально-філософський аналіз виходить з ширшого принципу: розглядає сукупність суспільних відносин безвідносно до поділу їх на первинні й вторинні, як такі, що в певних історичних умовах можуть відігравати як провідну, так і другорядну роль. Зі своїми рольовими функціями суспільні відносини можуть мінятись місцями. Наприклад, політика може передувати економіці; морально-культурне зубожіння нації може звести нанівець грандіозні економіко-соціальні задуми. Мистецтво управління суспільством вимагає теоретичного хисту у визначенні суспільних пріоритетів, а не догматичного посилання на те, що економічні підвалини мають обумовити інші соціальні процеси. Усі суспільні відносини органічно пов'язані між собою і проникають одне в одне.
Більш-менш однозначне визначення їх можливе лише в абстракції, на рівні теоретичного аналізу. Реальне життя суспільства характеризується химерним плетивом суспільних взаємозв'язків і стосунків. Розібратись у цьому плетиві завжди надзвичайно важко. Суспільство — це єдина, цілісна система. Саме тому соціальна філософія обережно ставиться до інтерпретації її в контексті дилеми первинності — вторинності суспільних відносин, підкреслює їхній органічний взаємозв'язок, цілісність пізнання яких розцінює як більш евристичний принцип, ніж дилеми. Зазначена цілісність системи суспільних відносин позначається категорією «спосіб життя», що замикає теоретичну модель суспільства, синтезує різноманітні життєві процеси, підводить їх до єдиної й незаперечної основи — людини як самоцілі суспільно-історичного розвитку. Спосіб життя — це синтетична характеристика сукупності типових видів життєдіяльності людей (індивідів та соціальних спільнот) у єдності з умовами життя суспільства. Спосіб життя охоплює всі сфери суспільства: працю і побут, суспільне життя й культуру, поведінку (стиль життя) людей та їхні духовні цінності. Він реалізується через діяльність, виробництво, в якому виділяються такі провідні елементи: безпосереднє виробництво, розподіл, обмін, споживання. Звичайно, матеріальні та духовні блага створюються в сфері безпосереднього виробництва. Щоб було що споживати (обмінювати, розподіляти), треба щось виробляти. Внаслідок цього робиться висновок про пріоритетність безпосерднього виробництва в системі способу життя людей. Все це не викликає сумнівів. Вони з'являються згодом, після аналізу реального життєвого процесу на основі абсолютизації визначальної ролі виробництва в суспільному житті й фактичному нехтуванні такими елементами, як розподіл, обмін, споживання, соціальна сфера, культура тощо.
Пріоритетність виробництва за рахунок інших складових частин суспільної цілісності не забезпечить якісного способу життя. Він визначається не лише безпосереднім виробництвом, а й усією системою суспільних відносин. Спосіб життя відбиває також рівень розвитку духовної культури суспільства, наявні типи світогляду, моральні норми, ціннісні орієнтації, що реалізуються у вчинках і діях людей, у їхньому ставленні до праці, інших людей, різних соціальних груп і суспільства в цілому.
Соціальна філософія наголошує на пріоритетності кожного елемента способу життя, на цілісності суспільства як соціальної системи, що функціонує завдяки виробництву й постає як живий організм з усіма особливостями економічних, соціально-політичних, ідеологічних, культурних, побутових, сімейних та інших соціальних відносин, які безпосередньо характеризують життєдіяльність людей. У центрі суспільства — людина. Без неї воно не існує. Які б матеріальні цінності не нагромадили люди — будівлі, знаряддя праці тощо — все це вмирає після того, як його залишили люди. Людина — суб'єкт і головна дійова особа суспільства. Цей висновок лишається незаперечним незалежно від теоретичних побудов та ідеологічних домінант суспільного розвитку.